# Котинга-білокрил бразильська
Котинга-білокрил бразильська (Xipholena lamellipennis) — вид горобцеподібних птахів родини котингових (Cotingidae). 

## Поширення
Ендемік Бразилії. Населяє південний схід басейну Амазонки, ареал охоплює річкову систему Токантінс-Арагуая і закінчується на сході на березі Атлантичного океану в штаті Мараньян. На заході ареал включає в себе пониззя річки Тапажос.